# جوسيف بيرغر
جوسيف بيرغر (بالإنجليزية: Josef Berger)‏ هو كاتب خطابات أمريكي، ولد في 12 مايو 1903 في دنفر في الولايات المتحدة، وتوفي في 11 نوفمبر 1971 في نيويورك في الولايات المتحدة.